# Camorta nicobarica
Camorta nicobarica là một loài chân đều trong họ Scyphacidae. Loài này được Barnard miêu tả khoa học năm 1936.